# Свети Атанасий (Годивле)
Вижте пояснителната страница за други значения на Свети Атанасий.
„Свети Атанасий Велики“ или „Свети Атанас“ (на македонска литературна норма: „Свети Атанас“, „Свети Атанасиј“) е възрожденска православна църква в прилепското село Годивле, Северна Македония. Църквата е под управлението на Преспанско-Пелагонийската епархия на Македонската православна църква. Църквата гробищен храм и е изградена и осветена в 1860 година от митрополит Венедикт Византийски. Представлява еднокорабна сграда с полукръгъл свод и полукръгла апсида, разчупена с пет слепи ниши отвън. Цялостно изписана е в 1883 година от братята Коста, Вангел и Никола Анастасови от Крушево. Фреските са повредени.
В олтара като честна трапеза служи римски архитектурен елемент, а в двора има част от мраморен стълб и фрагменти от други архитектурни елементи.